# Фейрмаунт (Джорджія)
Фейрмаунт (англ. Fairmount) — місто (англ. city) в США, в окрузі Гордон штату Джорджія. Населення — 772 особи (2020).

## Географія
Фейрмаунт розташований за координатами 34°26′13″ пн. ш. 84°41′58″ зх. д. / 34.43694° пн. ш. 84.69944° зх. д. (34.436996, -84.699540).  За даними Бюро перепису населення США в 2010 році місто мало площу 4,64 км², з яких 4,63 км² — суходіл та 0,00 км² — водойми.

## Демографія
Згідно з переписом 2010 року, у місті мешкало 720 осіб у 295 домогосподарствах у складі 198 родин. Густота населення становила 155 осіб/км².  Було 370 помешкань (80/км²).
Расовий склад населення:
| - 94,4 % — білих - 3,9 % — чорних або афроамериканців - 0,6 % — азіатів - 0,1 % — корінних американців |

До двох чи більше рас належало 1,0 %. Частка іспаномовних становила 0,7 % від усіх жителів.
За віковим діапазоном населення розподілялося таким чином: 22,8 % — особи молодші 18 років, 60,0 % — особи у віці 18—64 років, 17,2 % — особи у віці 65 років та старші. Медіана віку мешканця становила 42,5 року. На 100 осіб жіночої статі у місті припадало 91,5 чоловіків;  на 100 жінок у віці від 18 років та старших — 90,4 чоловіків також старших 18 років.
Середній дохід на одне домашнє господарство  становив 39 891 долар США (медіана — 31 607), а середній дохід на одну сім'ю — 49 163 долари (медіана — 39 250). Медіана доходів становила 32 833 долари для чоловіків та 15 625 доларів для жінок. За межею бідності перебувало 19,4 % осіб, у тому числі 13,8 % дітей у віці до 18 років та 13,3 % осіб у віці 65 років та старших.
Цивільне працевлаштоване населення становило 318 осіб. Основні галузі зайнятості: виробництво — 19,5 %, мистецтво, розваги та відпочинок — 13,8 %, науковці, спеціалісти, менеджери — 12,9 %.